# Masochism
Masochism betyder njutning av psykisk eller fysisk smärta tillfogad av en själv eller andra. Hit hör även sexuell masochism. Det är även en sexuell inriktning och en del av BDSM-komplexet. Termen har tillkommit efter Leopold von Sacher-Masoch.
Masochisten erfar njutning genom smärta. Detta kan även ske i ett sammanhang av sexuell dominans. Att uppleva ett smärtsamt stimulus som angenämt kallas paralgesi. Den fysiska smärtan kan produceras genom våld, medan den psykiska smärtan ofta har koppling till förnedring (förödmjukelse).